# Oleoplasto

Diferenciação dos oleoplastos.

Oleoplasto ou elaioplasto  (de ἔλαιον élaion óleo, e πλαστός plastós forma) são um tipo de plastos especializado no armazenamento de lípidos nas plantas, comuns em hepáticas e monocotiledóneas. Os oleoplastos armazenam em seus depósitos de lípidos na forma de plastoglóbulos arredondados, que são essencialmente gotículas de lipìdos. Os oleoplastos podem ser vistos, por exemplo nas petalas e es folhas de Iris.